# Визен (Золотурн)
Визен (нем. Wisen SO) — коммуна в Швейцарии, в кантоне Золотурн. 
Входит в состав округа Гёсген. Население составляет 405 человек (на 31 декабря 2007 года). Официальный код — 2502.